# Mead Valley
Mead Valley es un lugar designado por el censo ubicado en el condado de Riverside en el estado estadounidense de California. En el año 2010 tenía una población de 18.510 habitantes.

## Geografía
Mead Valley se encuentra ubicado en las coordenadas 33°50′6″N 117°17′19″O / 33.83500, -117.28861.